# Uraria rufescens
Uraria rufescens är en ärtväxtart som först beskrevs av Dc., och fick sitt nu gällande namn av Anton Karl Schindler. Uraria rufescens ingår i släktet Uraria och familjen ärtväxter. Inga underarter finns listade i Catalogue of Life.

## Bildgalleri

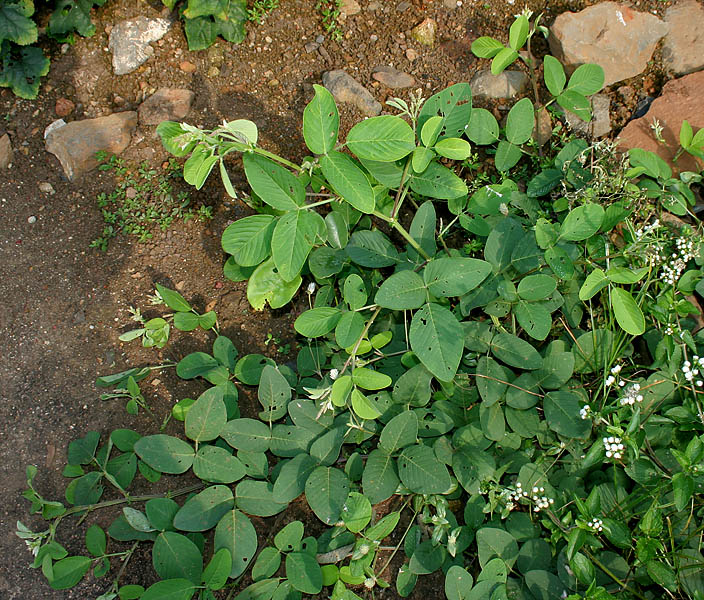
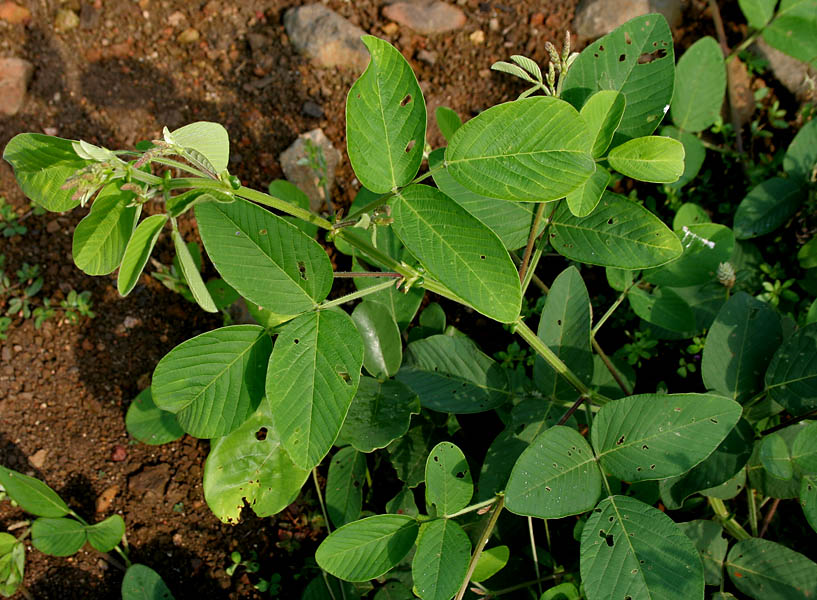